# Schismaderma carens
Schismaderma carens, còn gọi là Cóc đỏ châu Phi theo tiếng Anh, là một loài cóc thuộc họ Bufonidae. Nó là đại diện duy nhất của chi Schismaderma. Loài này có ở Angola, Botswana, Cộng hòa Dân chủ Congo, Kenya, Malawi, Mozambique, Namibia, Nam Phi, Swaziland, Tanzania, Zambia, Zimbabwe, và có thể cả Lesotho.
Môi trường sống tự nhiên của chúng là xavan khô, xavan ẩm, vùng cây bụi khô khu vực nhiệt đới hoặc cận nhiệt đới, vùng cây bụi ẩm khu vực nhiệt đới hoặc cận nhiệt đới, đồng cỏ khô nhiệt đới hoặc cận nhiệt đới vùng đất thấp, đầm nước ngọt, đầm nước ngọt có nước theo mùa, đất canh tác, vùng đồng cỏ, các vùng đô thị, khu vực trữ nước, ao, kênh đào và mương rãnh, và carxtơ nhân tạo.

## Hình ảnh

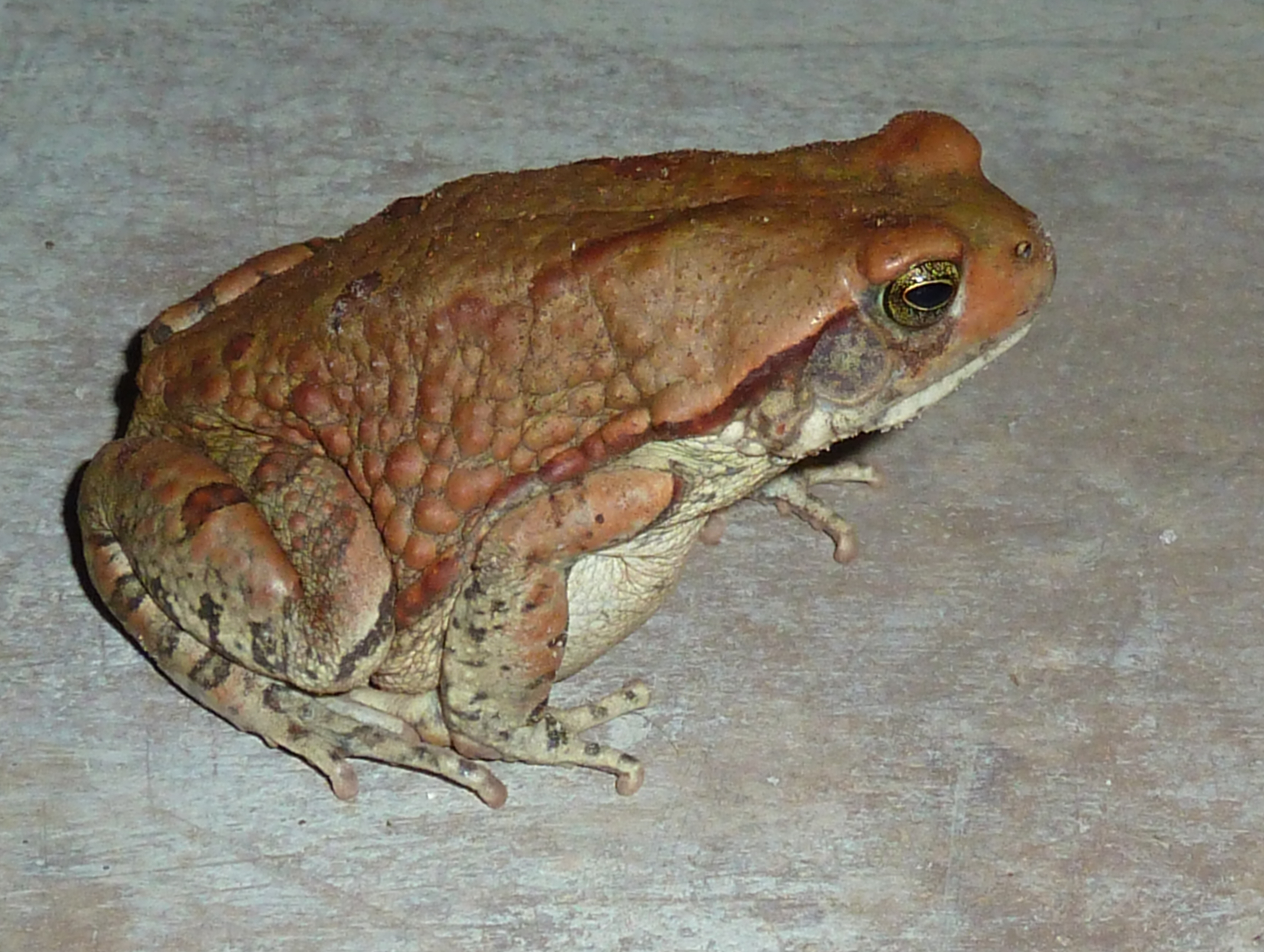
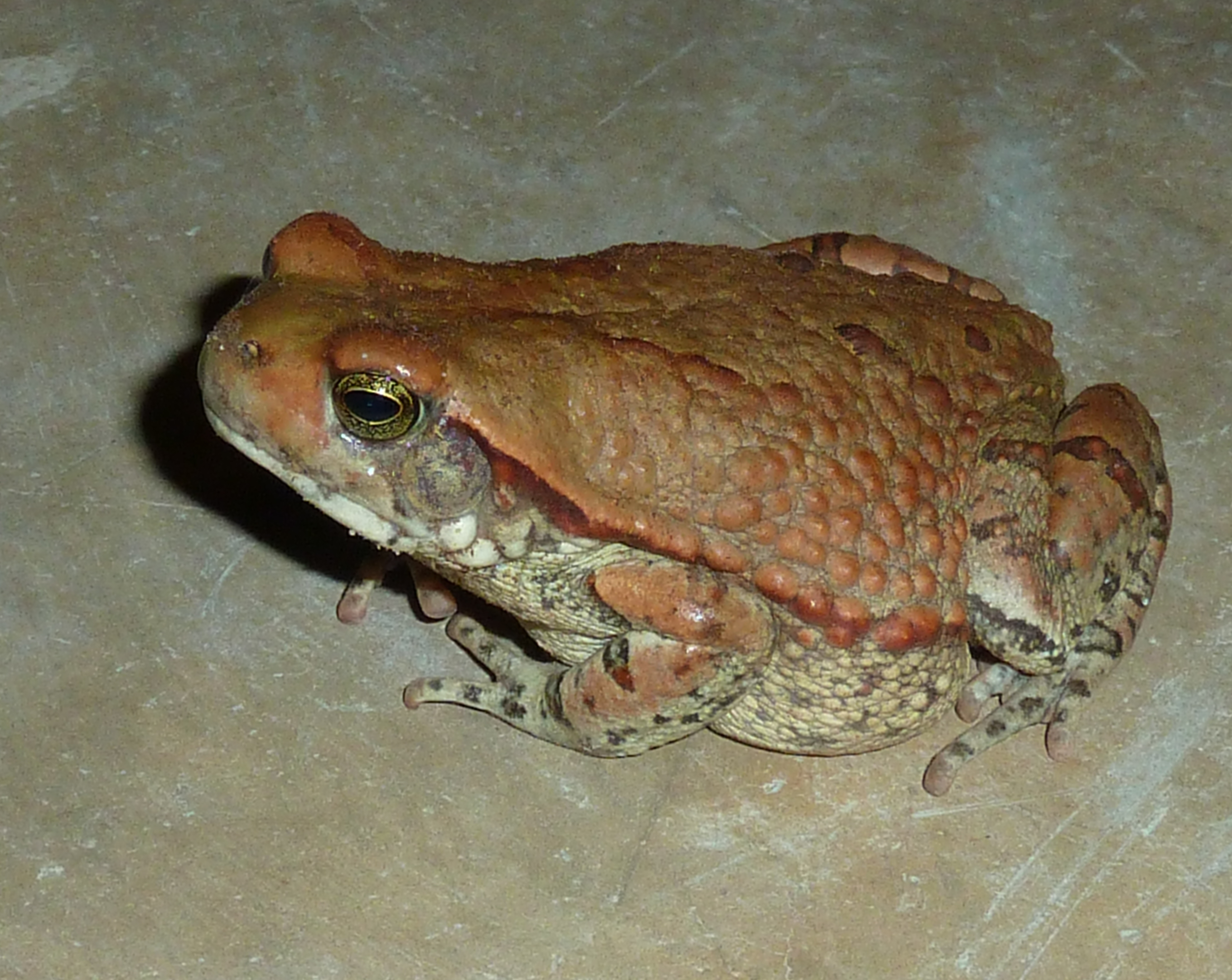
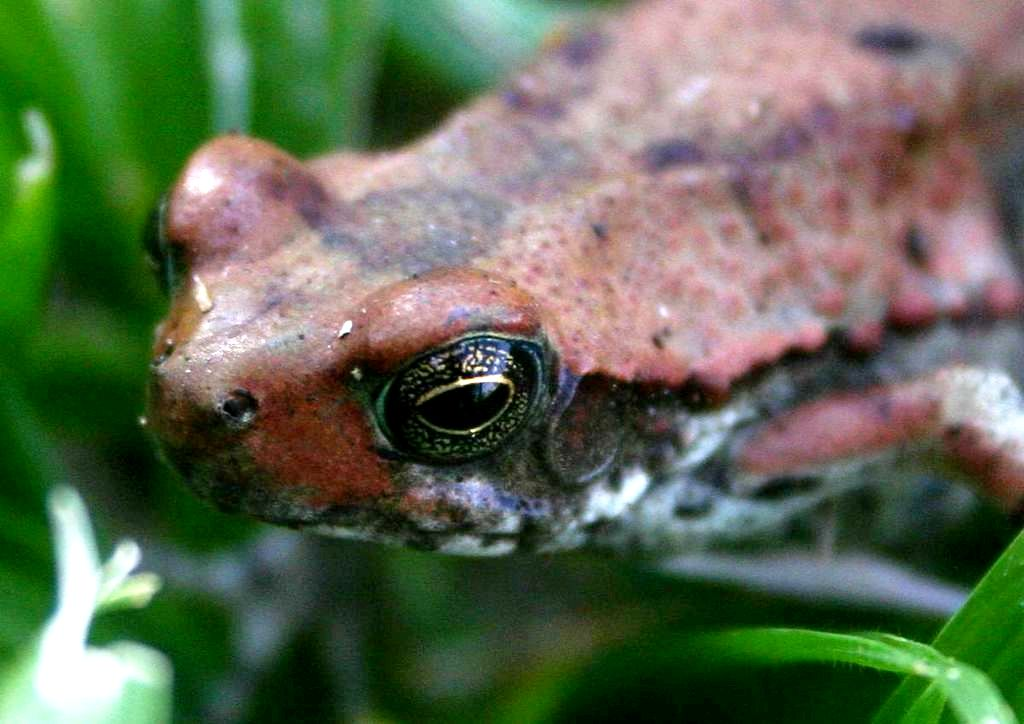
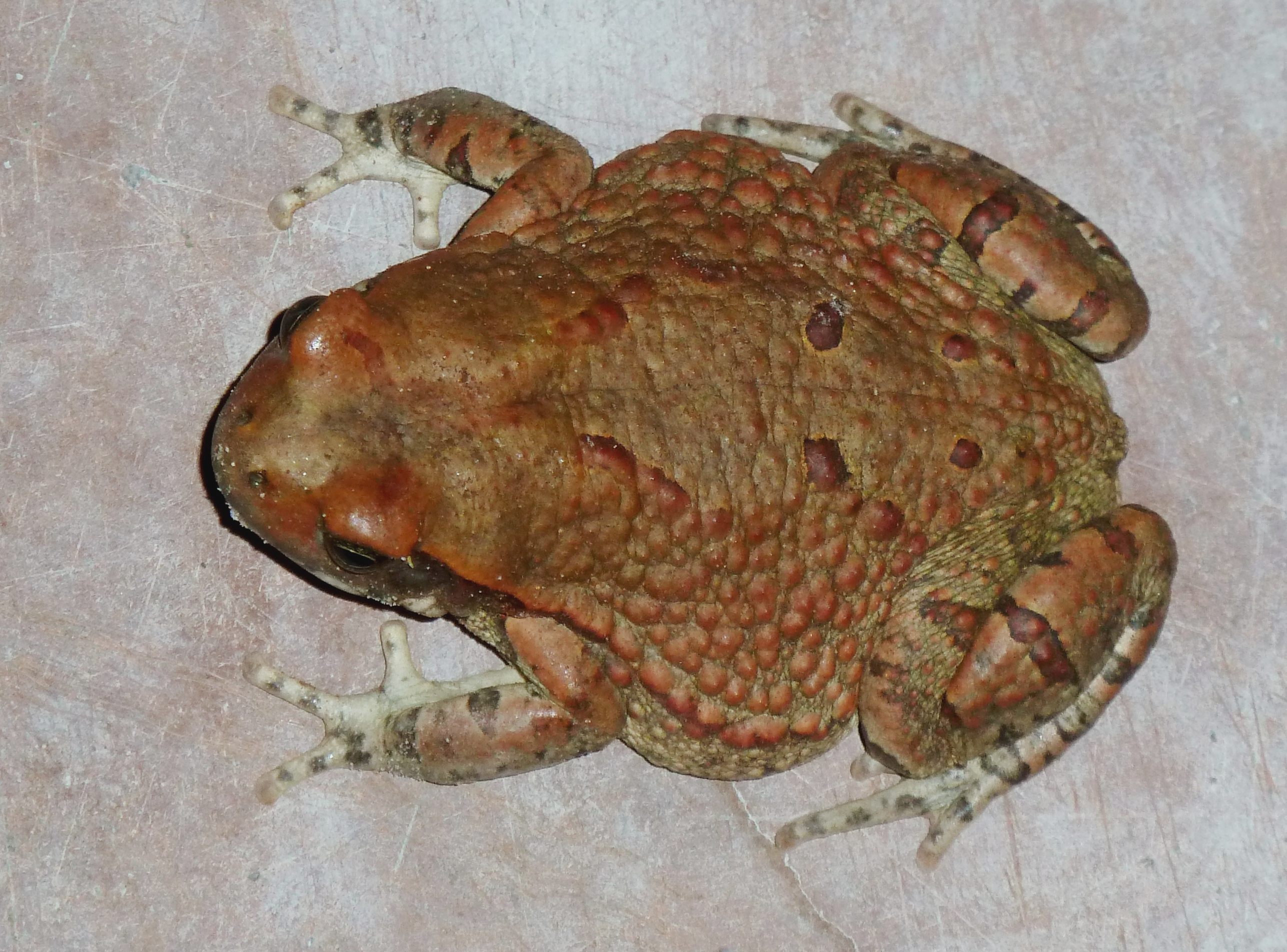